# Kardynałowie mianowani do VII wieku
Lista kardynałów w okresie do VII wieku włącznie.
Geneza Kolegium Kardynalskiego jest słabo udokumentowana. Niewątpliwie wywodzi się ono z rzymskiego kolegium prezbiterów. Termin cardinalis początkowo odnosił się zresztą jedynie do proboszczów 25 (później 28) rzymskich parafii (tzw. kościołów tytularnych, titulos), pełniących także służbę liturgiczną w głównych bazylikach Rzymu. Dopiero w VIII wieku pojawia się określenie "kardynał-biskup" w odniesieniu do biskupów 7 diecezji podmiejskich pełniących służbę liturgiczną w bazylice laterańskiej, natomiast członkowie istniejącego od III wieku rzymskiego kolegium diakonów w oficjalnych dokumentach papieskich (przynajmniej tych znanych z oryginałów, a nie jedynie z późniejszych kopii) nie są określani jako kardynałowie aż do końca XI wieku choć najpóźniej w VIII wieku siedmiu tzw. diakonów pałacowych (odróżnianych od diakonów regionalnych) odgrywało ważną rolę w służbie liturgicznej u boku papieża, odpowiadającą funkcji kardynałów.

## Lista kardynałów
Imiona prezbiterów rzymskich kościołów tytularnych z okresu do VII wieku znamy niemal wyłącznie z akt synodów rzymskich w 499 i 595 roku, jedynie kilka innych jest udokumentowanych w inny sposób.

### Uczestnicy synodu rzymskiego 1 marca 499[5]
1. Laurentius – presbiter tituli Praxedis, antypapież Wawrzyniec (498 i 501-506), bp Nocery (499-501)
2. Januarius – presbiter tituli Vestinae
3. Marcianus – presbiter tituli S. Caeciliae
4. Gordianus – presbiter tituli Pammachi (zm. we wrześniu 502)
5. Petrus – presbiter tituli S. Clementis
6. Paulinus – presbiter tituli S. Juli
7. Valens – presbiter tituli S. Sabinae
8. Petrus – presbiter tituli S. Chrysogoni
9. Asterius – presbiter tituli Pudentis
10. Felix – presbiter tituli Equitii
11. Proiecticius – presbiter tituli Damasi
12. Jovinus – presbiter tituli Aemilianae
13. Bonus – presbiter tituli Crescentianae
14. Pascasius – presbiter tituli S. Eusebi
15. Sebastianus – presbiter tituli S. Nicomedis
16. Martinus – presbiter tituli Cyriaci
17. Andreas – presbiter tituli S. Matthaei
18. Romanus – presbiter tituli Tigridae
19. Romanus (?) –  presbiter tituli Marcelli (?)
20. Anastasius – presbiter tituli S. Anastasiae
21. Epiphanius – presbiter tituli Apostolorum
22. Acontius – presbiter tituli Fasciolae
23. Benedictus – presbiter tituli Gai
24. Dominicus – presbiter tituli Priscae
25. Cyprianus – presbiter tituli Marci
26. Hilarus – presbiter tituli Lucinae

### Pontyfikat Grzegorza I (590 – 604)
1. Laurentius – presbiter tituli S. Silvestri (5 lipca 595[6])
2. Joannes – presbiter tituli S. Vitalis (5 lipca 595[6] – 5 października 600[7])
3. Speciosus – presbiter tituli S. Clementis (5 lipca 595[6])
4. Deusdedit – presbiter tituli Ss. Johannis et Pauli (5 lipca 595[6] – 19 października 615), następnie papież Adeodat I (19 października 615 – 8 listopada 618)
5. Andromacus – presbiter tituli Ss. Apostolorum (5 lipca 595[6] – 5 października 600[7])
6. Crescens – presbiter tituli S. Laurentii (5 lipca 595[6])
7. Rusticus – presbiter tituli S. Susannae (5 lipca 595[6] – 5 października 600[7])
8. Vibolus – presbiter tituli S. Marcelli (5 lipca 595[6] – 5 października 600[7])
9. Petrus – presbiter tituli Julii et Calixti (5 lipca 595[6])
10. Stephanus – presbiter tituli S. Marci (5 lipca 595[6])
11. Felix – presbiter tituli S. Sixti (5 lipca 595[6])
12. Petrus – presbiter tituli S. Balbinae (5 lipca 595[6])
13. Justus – presbiter tituli Ss. Nerei et Achillei (5 lipca 595[6])
14. Speciosus – presbiter tituli Damasi (5 lipca 595[6])
15. Maurus – presbiter tituli S. Priscae (5 lipca 595[6])
16. Placitus – presbiter tituli S. Savinae (5 lipca 595[6])
17. Victor – presbiter tituli S. Caeciliae (5 lipca 595[6])
18. Joannes – presbiter tituli Chrysogoni (5 lipca 595[6] – lipiec 596, zm. przed kwietniem 599[8])
19. Aventius – presbiter tituli S. Praxedis (5 lipca 595[6])
20. Donus – presbiter tituli S. Eusebii (5 lipca 595[6])
21. Bassus – presbiter tituli S. Pudentis (5 lipca 595[6])
22. Albinus – presbiter tituli Ss. Marcellini et Petri (5 lipca 595[6])
23. Aventinus – presbiter tituli S. Cyriaci (5 lipca 595[6])
24. Fortunatus – presbiter tituli Ss. IIII Coronatorum (5 lipca 595[6])
25. Probinus – presbiter tituli S. Cyriaci (5 października 600[7])
26. Felix – presbiter tituli S. Sabinae (5 października 600[7])
27. Gratiosus – presbiter tituli Ss. Nerei et Achillei (5 października 600[7])
28. Bonifatius – presbiter tituli S. Sixti (5 października 600[7])

### Pozostali
1. Philippus – presbiter S.R.E. (418[9]–431[10])
2. Asellus – presbiter S.R.E. (418–419[9])
3. Renatus – presbiter tituli S. Clementis (449[11])
4. Bonifacius – presbiter S.R.E. (451[12])
5. Basilus – presbiter S.R.E. (451[12])
6. Venantius – presbiter S.R.E. (515[13])
7. Blandus – presbiter S.R.E. (519–520[14])
8. Mercurius – presbiter tituli S. Clementis[15], następnie papież Jan II (2 stycznia 533 – 8 maja 535)
9. Applicatus – presbiter S.R.E. (zm. przed wrześniem 558[16])
10. Petrus – presbiter S.R.E. (558–560)[17]
11. Hilarius – archipresbiter S.R.E. (640[18])
12. Theodorus – presbiter S.R.E. (680[19] – 682[20])
13. Georgius – presbiter S.R.E. (680[19] – 682[20])
14. Sergius – presbiter tituli S. Susannae (27 czerwca 683[21] – 15 grudnia 687), następnie papież Sergiusz I (15 grudnia 687 – 8 września 701)
15. Joannes – presbiter tituli S. Susannae za pontyfikatu Sergiusza I (687–701)[22]